# 히가시마쓰에역 (와카야마현)
히가시마쓰에역(일본어: 東松江駅, ひがしまつええき)은 일본 와카야마현 와카야마시에 있는 난카이 전기철도 가다 선의 역이다. 역 번호는 NK44-1이다.
과거에는 난카이 기타지마 지선의 분기역이었다.

## 역사
- 1930년
  - 12월 1일: 가다 경편 철도의 시마바시 ~ 나카마쓰에 역 구간에 신설.
  - 12월 22일: 회사명 변경에 의하여 가다 전기철도의 역이 됨.
- 1942년 2월 1일: 회사 합병으로 난카이 철도역이 됨.
- 1944년
  - 6월 1일: 회사 합병으로 긴키 닛폰 철도의 역이 됨.
  - 10월 1일: 기노가와 ~ 당역 구간(당시, 마쓰에 선) 영업 개시.
- 1947년 6월 1일: 노선 양도로 인하여 난카이 전기철도의 역이 됨.
- 1948년 9월: 신역사 사용 개시.
- 1950년 7월 25일: 마쓰에 선의 여객 영업이 개시되어 가다 선의 운행 계통을 기노카와 역 경유로 변경.
- 1955년 2월 15일: 옛 가다 선 와카야마시 ~ 기타지마 역 구간의 폐지에 따르라 마쓰에 선이 가다 선에 편입되고 기타지마 ~ 당역 사이는 기타지마 선으로 변경.
- 1966년 12월 1일: 기타지마 선 폐지.

## 역 구조
교환 설비를 갖춘 섬식 승강장 1면 2선의 지평역이다. 개찰구는 승강장의 가다 역 방향에 있다. 승강장의 북쪽에 구역사가 대기실로 남아 있다. 그 곳에서 구내 건널목을 건너 왼쪽에 현재의 역사와 앞에 개찰구가 있다. 본 구내 건널목은 남쪽의 좁은 길과도 통한다.

### 승강장
| 1 | 가다 선(하행) | 가다 방면                                                               |
| 2 | 가다 선(상행) | 와카야마시 방면 (간사이쿠코・난바; 와카야마시(또는 기노카와) 환승) 방면 |

## 역 주변
역 북쪽 지방 도로변에는 점포가 많다. 주위에는 민가나 맨션이 많다.
역 동쪽에서 도우뉴 강과 신보리타 강을 합하여 남류한다.
또한, 신일본 제철 주금 와카야마 제철소 동문의 근처역이다.
과거에는 본 역 중 마쓰에 역 근처에서 와카야마 제철소 구내에 전용선이 늘어져 있으며, 자재 등의 수송에 사용되었지만 1984년에 가다 선의 화물 수송이 폐지되고 선로도 철거되었다.

## 인접역
| 난카이 전기철도 가다 선       | 난카이 전기철도 가다 선 | 난카이 전기철도 가다 선     |
| ----------------------------- | ----------------------- | --------------------------- |
| NK44 기노카와 와카야마시 방면 |                         | 나카마쓰에 NK44-2 가다 방면 |